# Manis culionensis
Manis culionensis hay tê tê Philipine là một loài động vật có vú trong họ Manidae, bộ Pholidota. Loài này được de Elera mô tả năm 1915.

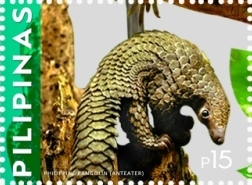
Philippine pangolin on a 2015 stamp of the Philippines

## Bảo tồn
Loài tê tê này bị đe dọa tuyệt chủng cực kỳ cao do nạn khai thác và săn bắt trộm bất hợp pháp. Với quần thể có nguy cơ giảm hơn 80 % từ năm 2019 - 2040. Bộ Tài nguyên và Môi trường Philippines (DENR) đã đưa ra mức án bắt buộc thấp nhất là 6 năm tù giam người bị kết án phải chấp hành hình phạt mà không được xử án treo nhằm bảo vệ loài động vật này.